# British Hard Court Championships 1980
Il British Hard Court Championships 1980 è stato un torneo di tennis giocato sulla terra rossa. È stata la 11ª edizione del torneo, che faceva parte del Volvo Grand Prix 1980. Si è giocato a Bournemouth in Gran Bretagna dall'8 al 14 settembre 1980.

## Campioni

### Singolare maschile
Ángel Giménez ha battuto in finale  Shlomo Glickstein con il punteggio di 3–6, 6–3, 6–3

### Doppio maschile
Eddie Edwards /  Lennert Edwards hanno battuto in finale  Andrew Jarrett /  Jonathan Smith con il punteggio di 6–3, 6–7, 8–6